# Tracy McConnell
Tracy McConnell, también conocida como "La madre", es un personaje creado por Carter Bays y Craig Thomas para la serie de televisión estadounidense How I Met Your Mother (en España: Cómo conocí a vuestra madre, en América Latina: Cómo conocí a tu madre) de la cadena CBS. Es interpretado por la actriz Cristin Milioti.El programa, narrado por Future Ted (Bob Saget), cuenta la historia de cómo Ted Mosby (Josh Radnor) conoció a la madre de sus hijos. Tracy McConnell aparece en ocho episodios, desde "Lucky Penny" hasta "The Time Travelers", como un personaje invisible; fue vista por primera vez en su totalidad en el final de la temporada 8 "Something New" y fue ascendida a personaje principal en la temporada 9.
La historia de cómo Ted conoció a La Madre es el marco detrás de la serie; Muchos datos sobre ella se revelan a lo largo de la serie, incluido que Ted una vez, sin saberlo, fue dueño de su paraguas antes de dejarlo accidentalmente en su apartamento. Ted y La Madre se encuentran en la estación de tren de Farhampton después de la boda de Barney Stinson (Neil Patrick Harris) y Robin Scherbatsky (Cobie Smulders); Esta escena se muestra en "Last Forever", el final de la serie. La muerte de la Madre por una enfermedad terminal no especificada en 2024, también revelada en el final de la serie, recibió una reacción mixta por parte de los fanáticos.

## Casting
Durante sus primeras ocho temporadas, la serie a menudo insinuaba el personaje invisible de La Madre. Actrices conocidas a menudo aparecían como invitadas en el programa. Muchos fanáticos esperaban que otra interpretara el papel, pero los creadores Carter Bays y Craig Thomas querían una desconocida. Utilizando a Anne Hathaway y Amy Adams como ejemplos, Thomas dijo que "no queríamos que fuera una gran estrella famosa porque no queríamos que el público en general tuviera asociaciones con cualquier actriz que fuera. La idea es que Ted nunca había visto a esta mujer antes, así que será mejor que la audiencia se sienta así", similar a cómo Cobie Smulders, al ser elegida como Robin Scherbatsky, había "mantenido vivo el espectáculo" cuando comenzó. Tampoco querían un casting importante. 
Bays y Thomas eligieron a Cristin Milioti después de verla en 30 Rock y Once; su habilidad musical también fue útil, ya que La Madre había sido descrita como miembro de la banda. Milioti filmó su primera escena para el último episodio de la temporada 8 sin haber visto nunca antes la serie. Sólo se enteró de la importancia del personaje después de ver la serie completa durante el verano. 

## Biografía
Es la futura madre de los hijos de Ted Mosby. Se la llama comúnmente como la madre entre los aficionados de la serie, pero su verdadero nombre es Tracy McConnell. Es la bajista de una banda que actúa alrededor de Nueva York y que toca en la boda de Robin Scherbatsky y Barney Stinson. Entre sus amigos se incluye Cindy (exnovia de Ted) y Louis (su novio en abril de 2013) y actualmente está estudiando Economía en la Universidad de Columbia. El 13 de mayo de 2013 se le vio por primera vez la cara y el 23 de septiembre de 2013, que es cuando se estrenó la novena temporada, pasó a ser un personaje principal del reparto.
Al principio de la novena temporada conoce a Lily Aldrin mientras viaja en tren, y se hacen buenas amigas. Después se conoce que ésta motivó a Barney a volver a estar con Robin y proponerle matrimonio. Después ayuda a Marshall a llegar a la boda de Barney y Robin donde ella se presentaría como bajista de la banda.
El día que empieza la historia de la serie, estaba en el MacLaren's del otro lado de Nueva York, celebrando que cumplía 21 años, con su mejor amiga Kelly. Sin embargo, recibe la triste noticia de que su novio, Max, ha muerto. Ella recoge el regalo que le dejó, un ukelele. La historia avanza hasta la fiesta del día de San Patricio de 2008, en la que va con Kelly a la fiesta. Allí se encuentra con Mitch, el hombre desnudo, que fue quien le enseñó música. Cuenta que es profesor de música en una escuela con bajo presupuesto, y la madre decide darle su violonchelo, por lo que se van de la fiesta, y ella se deja allí su paraguas. Mitch hace su número del hombre desnudo, que no le funciona, y por eso supo que solo funciona 2 de cada 3 veces.
Gracias a él, decide estudiar Economía, donde conoce a Cindy, a la que invita a ser su nueva compañera de piso, porque Kelly se ha marchado. En ese momento entra Ted a la clase, y ella reacciona saliendo corriendo al creer que se ha equivocado. Cuando Ted sale con Cindy y lo dejan, recuperando la madre su paraguas amarillo, Cindy besa a la madre.
La madre conoce a Darren, a quien invita a entrar en su grupo, Freakeconomics. Darren se apodera del grupo y la relega a un segundo plano. Después de una actuación, ella conoce a Louis, y se hacen novios. La historia avanza hasta la boda de Barney y Robin. Allí sabemos que fue Lily quien animó a la madre a robarle el coche a Darren por querer echarla del grupo.
Louis tenía una casa en Farhampton, y ella dormía allí. Después de que Ted lograra que Darren se marchara, vuelve con Louis, quien le pide matrimonio. Ella sale a hablar con Max, su novio fallecido, y finalmente dice no a la propuesta de matrimonio y se marcha al hotel. Como la madre de Robin no se registró, el recepcionista le informa de que hay una habitación libre, y le da la habitación contigua a la de Ted.
Ella sale a la terraza a tocar el ukelele, cantando La vie en rose, y Ted, en el balcón de al lado, la oye cantar, diciendo en el futuro que oyó muchas veces a su mujer cantar esa canción, pero que aquella vez fue su favorita.
Más adelante se puede ver capítulos con escenas futuras de "la madre". En una de ellas aparecen Ted y ella en el faro de Farhampton viendo un atardecer (momento que Ted aprovecha para pedirle matrimonio pero que no se realizó porque se embaraza de Penny). También se revela otra escena donde ella aparece embarazada de 9 meses en el hotel de Farhampton y, a punto de dar a luz, se dirige al hospital junto a Ted y su hija, Penny.
En el episodio final del programa, el nombre de la madre se revela como Tracy McConnell (aunque en el noveno episodio de la primera temporada, ya se avisa el nombre de la madre, cuando Ted conoce a una estríper que dice llamarse Tracy, y Ted finaliza diciendo, en broma, que esa es la historia de como conoció a la madre), al momento en que se conoce con Ted.
Tracy McConnell muere en el año 2024, por lo que durante todo el tiempo que Ted le cuenta la historia a sus hijos, ella ya está muerta.
En el final alternativo, únicamente se muestra que Ted y Tracy contraen matrimonio y siguen casados.